# Bandenbekämpfung

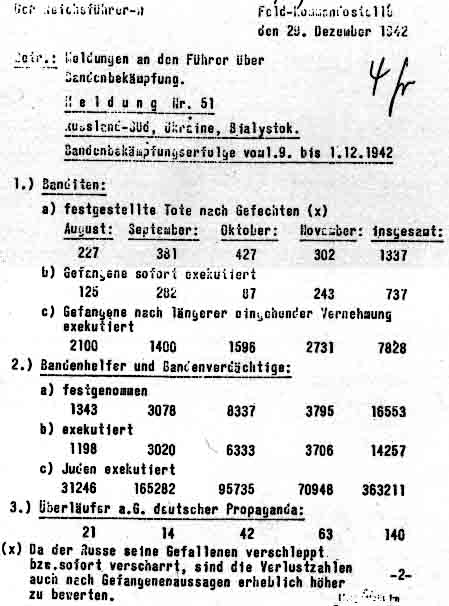
Informe n.º 51 de Heinrich Himmler del 1 de octubre de 1942 al 1 de diciembre de 1942 que detalla los asesinatos de "bandidos" y judíos en el sur de Rusia, Ucrania y el distrito de Bialystok.

En la historia militar alemana, el término Bandenbekämpfung (en alemán; literalmente "lucha contra bandidos" o "combate contra bandidos") es un eufemismo empleado habitualmente para referirse a la lucha contra la actividad guerrillera. La doctrina desplegada proporcionó un fundamento para ignorar las leyes de guerra establecidas y para atacar a cualquier grupo, desde guerrilleros armados hasta la población civil, como "bandidos" o "miembros de bandas". Tal como la aplicaron el Imperio Alemán y luego la Alemania nazi, se convirtió en un instrumento en los crímenes masivos contra la humanidad cometidos por los dos regímenes, incluido el genocidio herero y namaqua y el Holocausto.

## Surgimiento

### Concepto y orígenes
Según el historiador y productor de documentales de televisión, Christopher Hale, hay indicios de que el término Bandenbekämpfung pudiera remontarse hasta la Guerra de los Treinta Años. Bajo el Imperio alemán establecido por Bismarck en 1871 después de la guerra franco-prusiana - formado mediante la unión de veinticinco estados alemanes bajo el rey Guillermo I - floreció el militarismo prusiano; Se pusieron en práctica las tradiciones marciales que incluían la doctrina militar del tratado de 1837 de Antoine-Henri Jomini, titulado Resumen del arte de la guerra. Algunas de las teorías expuestas por Jomini contenían instrucciones para operaciones ofensivas intensas y la necesidad de asegurar las propias "líneas de operaciones". Los oficiales militares alemanes entendieron que esto significaba que se debía prestar tanta atención a las operaciones logísticas necesarias para librar combates tanto en la retaguardia como en el frente, y ciertamente implicaba operaciones de seguridad para proteger las "líneas de operaciones". Siguiendo el ejemplo de Jomini, el Oberstleutnant Albrecht von Boguslawski publicó conferencias tituladas Der Kleine Krieg ("La Pequeña Guerra", una traducción literal de guerrilla), que describían en detalle los procedimientos tácticos relacionados con la guerra partisana y antipartisana, probablemente escritas deliberadamente sin distinciones claras entre combatientes y no combatientes. No se puede saber hasta qué punto esto contribuyó a la intensificación de la guerra desenfrenada, pero los oficiales prusianos como Alfred von Schlieffen alentaron a sus soldados profesionales a adoptar una máxima que abogaba por que "para cada problema, había una solución militar". Helmuth von Moltke, Jefe del Estado Mayor Prusiano, añadió la toma de rehenes como medio de disuasión para las actividades de sabotaje y el empleo de medidas colectivas contra comunidades enteras, que se convirtió en la base de las políticas antipartisanas alemanas a partir de 1870 y permaneció como tal hasta 1945.

### Guerra franco-prusiana y guerras coloniales

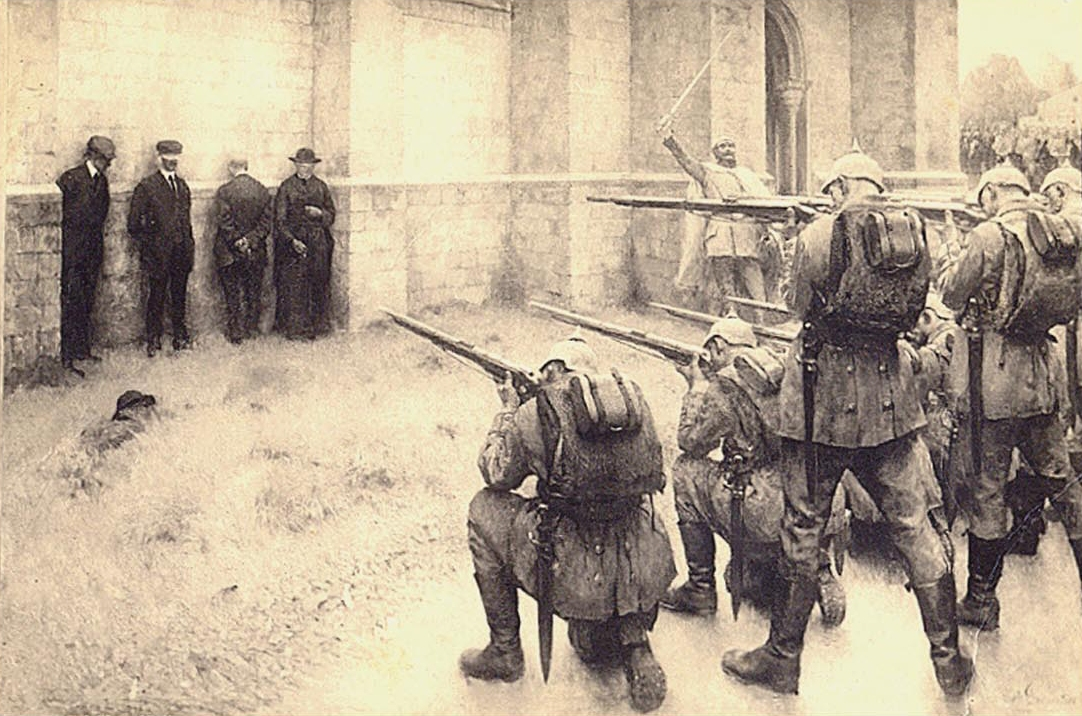
Una representación del asesinato de civiles belgas en Blégny en agosto de 1914 durante la violación de Bélgica en la Primera Guerra Mundial.

Las operaciones de seguridad prusianas durante la guerra franco-prusiana incluyeron el uso de reservistas del Landwehr, cuyas funciones iban desde la vigilancia de las líneas ferroviarias hasta la toma de rehenes y las represalias para disuadir las actividades de los franc-tireurs. Bismarck quería que todos los franc-tireurs fueran ahorcados o fusilados, y alentó a sus comandantes militares a quemar las aldeas que los escondían. Otras comandancias como el Jefe de Ferrocarriles de Campaña, el Cuerpo de Ferrocarriles Militares, Comandantes de Distrito, Tribunales Militares Especiales, unidades de inteligencia y policías militares de diferentes funciones y nomenclaturas se integraron en el sistema prusiano para reforzar las operaciones de seguridad a lo largo de las líneas operativas militares. Desde el punto de vista operativo, los primeros intentos de utilizar tácticas que luego se convertirían en Bandenbekämpfung o serían reconocidos como tales se llevaron a cabo en China a raíz de la rebelión de los Bóxers, después de que dos oficiales alemanes desaparecieran, a lo que siguieron más de cincuenta operaciones por parte de las tropas alemanas, que prendieron fuego a una aldea y tomaron prisioneros. Poco después de estas operaciones, la infantería recibió un manual de "operaciones contra bandidos chinos" (Banden). La primera aplicación completa del Bandenbekämpfung en la práctica fue el genocidio herero y namaqua, una campaña de exterminio racial y castigo colectivo que el Imperio Alemán llevó a cabo en el África Sudoccidental alemana (actual Namibia) contra el pueblo Herero y Nama.

### Primera Guerra Mundial
Más información: Schrecklichkeit y Violación de Bélgica
Durante la Primera Guerra Mundial, el ejército alemán ignoró muchas de las convenciones bélicas europeas comúnmente entendidas, cuando entre agosto y octubre de 1914 fueron asesinados unos 6.500 ciudadanos franceses y belgas. En algunas ocasiones, los ataques contra posiciones de infantería y patrullas alemanas que en realidad pudieran haber sido atribuibles a "fuego amigo" fueron atribuidos a potenciales franc-tireurs (considerados bandidos y fuera de las convenciones de la guerra), lo que provocó medidas despiadadas de las fuerzas alemanas contra los civiles y pueblos sospechosos de esconderlos.
A lo largo de la guerra, la inteligencia integrada, la policía perimetral, la red de guardias y las medidas de control fronterizo de Alemania se fusionaron para definir las operaciones de seguridad del ejército alemán. A lo largo del Frente Oriental, en algún momento de agosto de 1915, el mariscal de campo Falkenhayn estableció un gobierno general sobre el Congreso de Polonia bajo el mando del general Hans Hartwig von Beseler, creando una infraestructura para apoyar las operaciones militares en curso, que incluían puestos de guardias, patrullas y una red de seguridad. Mantener la seguridad significaba lidiar con prisioneros rusos, muchos de los cuales intentaron sabotear los planes alemanes y matar a soldados alemanes, por lo que se llevaron a cabo duras medidas de pacificación y acciones terroristas, incluidas represalias brutales contra civiles, también conocidos como bandidos. En poco tiempo, se estaban instituyendo prácticas similares en las áreas del este y oeste de ocupación alemana.

## ElBandenbekämpfungen la Segunda Guerra Mundial
En la Segunda Guerra Mundial, la política del ejército alemán para disuadir las actividades partidistas o "bandidas" contra sus fuerzas fue infundir "tal terror en la población que pierde toda voluntad de resistir". Incluso antes de que comenzara la campaña nazi en el este, Hitler ya había absuelto a sus soldados y policías de cualquier responsabilidad por brutalidad contra civiles, esperando que mataran a cualquiera que incluso "mirara con recelo" a las fuerzas alemanas. Gran parte de la guerra partidista se convirtió en un ejercicio de antisemitismo, ya que los comandantes militares como el general Bechtolsheim exclamaron que siempre que se cometía un acto de sabotaje y uno mataba a los judíos de esa aldea, entonces "uno puede estar seguro de que ha destruido a los perpetradores, o al menos los que estaban detrás de ellos".
Tras la invasión de Polonia y su reorganización, la seguridad y la policía se fusionaron con el establecimiento de las operaciones Bandenbekämpfung. Aparte de los grupos asignados para luchar contra los partisanos, la Gestapo, la KriPo (policía criminal), el SD y las Waffen-SS proporcionaron mano de obra adicional. Se llevaron a cabo una serie de acciones dirigidas por las SS contra los llamados "partisanos" en Leópolis, Varsovia, Lublin, Kóvel y otros lugares de Polonia.
Cuando la Wehrmacht entró en Serbia en 1941, llevaron a cabo represalias masivas contra los partisanos ejecutando judíos allí. El comandante responsable de combatir la guerra partidista en 1941, el general Franz Böhme, reiteró a las fuerzas alemanas, "que ríos de sangre alemana" se habían derramado en Serbia durante la Primera Guerra Mundial y la Wehrmacht debería considerar cualquier acto de violencia allí como "venganza estas muertes".
Antes de invadir la Unión Soviética durante la Operación Barbarroja, el Reichsführer-SS Heinrich Himmler y el Jefe del SD Reinhard Heydrich, así como el General de las SS Heinrich Müller, informaron a los líderes de los Einsatzgruppen de su responsabilidad de asegurar las áreas de retaguardia, utilizando el eufemismo "trato especial". - Contra enemigos potenciales; esto incluía a los partisanos y cualquier persona considerada una amenaza por los funcionarios nazis.
De septiembre de 1941 en adelante y durante el transcurso de la Segunda Guerra Mundial, el término Bandenbekämpfung reemplazó a Partisanenkämpfung (guerra antipartisana) para convertirse en el principio rector de la guerra de seguridad y las políticas ocupacionales de la Alemania nazi; en gran parte como resultado de la insistencia de Himmler en que, por razones psicológicas, el bandido era preferible de alguna manera. Himmler encargó a la 7.ª División de Montaña SS Prinz Eugen que se ocupara expresamente de las "revueltas partisanas". Unidades como las SS Galizien, que también tenían la tarea de lidiar con partisanos, incluían reclutas extranjeros supervisados por experimentados combatientes "bandidos" alemanes, muy versados en el "asesinato en masa de civiles desarmados".
El 23 de octubre de 1942, Himmler nombró al general de las SS Erich von dem Bach-Zelewski "Comisionado para la Guerra Antibandidaje". Entonces Himmler transfirió al general de las SS Curt von Gottberg a Bielorrusia para asegurarse de que las operaciones de Bandenbekämpfung se llevaran a cabo de forma permanente, una tarea que Gottberg llevó a cabo con una crueldad fanática, declarando a toda la población bandidos, judíos, gitanos, espías o simpatizantes de los bandidos. Durante las primeras operaciones importantes de Gottberg, las Operaciones Nürnberg y Hamburg, realizadas entre noviembre y diciembre de 1942, informó de 5.000 judíos asesinados, otros 5.000 bandidos o sospechosos eliminados y 30 aldeas incendiadas.
También en octubre de 1942, solo un par de meses antes de las masacres de Gottberg, el Reichsmarschall Hermann Göring había ordenado una "guerra contra los bandidos" en el Zona de retaguardia del Grupo de Ejércitos Centro, que fue seguida poco después por una Directiva del OKH el 11 de noviembre de 1942 para la "guerra contra los bandidos" en Frente Oriental que anunciaba consideraciones sentimentales como "irresponsables" e instruía a los hombres a disparar o, de preferencia, colgar a los bandidos, incluidas las mujeres. Los recelos de los comandantes dentro del Grupo de Ejércitos de la retaguardia de que tales operaciones eran contraproducentes y de mal gusto, ya que mujeres y niños también estaban siendo asesinados, fueron ignorados o resistidos por Bach-Zelewski, quien frecuentemente "citó los poderes especiales del Reichsführer". A finales de noviembre de 1942, cuarenta y un "bandidos judíos polacos" fueron asesinados en la zona forestal de Lubionia, lo que incluyó "represalias" contra las aldeas de la zona. Otra acción emprendida bajo los auspicios de operaciones anti-bandidos ocurrió cerca de Lublin a principios de noviembre de 1943; Aktion Erntefest (Action Harvest Festival), unidades SS de la Policía y las Waffen-SS, acompañadas por miembros de la policía de Lublin, detuvieron y mataron a 42.000 judíos.

Con el tiempo, la Wehrmacht se aculturó a las operaciones antibandidos a gran escala, ya que ellos también llegaron a ver a toda la población como criminal y cómplice en cualquier operación contra las tropas alemanas. A muchos comandantes del ejército alemán no les molestó el hecho de que estas operaciones estuvieran bajo la jurisdicción de las SS. Los historiadores Ben Shepherd y Juliette Pattinson apuntan:
A medida que avanzaba la guerra, la creciente rapacidad económica de la ocupación engendró un círculo vicioso de mayor resistencia, mayor brutalidad alemana en respuesta y la erosión del orden y la estabilidad en la Europa ocupada. Aquí, la cuestión de cómo la estrategia de ocupación dio forma a la guerra partisana se conecta con [...] cómo la naturaleza y el curso de la guerra partisana se vieron afectados por la relación entre la retaguardia ocupada y la línea del frente. De hecho, en Europa del Este durante la Segunda Guerra Mundial, más directamente en la Unión Soviética, mantener pacificado el territorio ocupado fue crucial para abastecer no solo a la línea del frente alemana, sino también a la población alemana.
El historiador Jeff Rutherford afirma que "mientras que la Wehrmacht se centró en el Ejército Rojo, el SD y otras formaciones de las SS combatirían cualquier movimiento de resistencia en la retaguardia. En efecto, el ejército alemán se enredó voluntariamente en la maquinaria nazi de aniquilación y exterminio trabajando con el SS para reprimir sistemáticamente los movimientos partidistas y otras formas de resistencia percibida". Con este fin, los Einsatzgruppen, la Ordnungspolizei, los SS-Sonderkommandos y las fuerzas del ejército, en su mayor parte, trabajaron cooperando para combatir a los partisanos ("bandidos"), no solo actuando como jueces, jurados y verdugos en el campo, sino también en el saqueo; devastaron estas áreas, se apoderaron de cultivos y ganado, esclavizaron a la población local o la asesinaron. Las operaciones contra los bandidos se caracterizaron por una "crueldad especial". Por ejemplo, los judíos soviéticos fueron asesinados directamente con el pretexto de que eran partisanos por orden expresa de Hitler. El historiador Timothy Snyder afirma que en la segunda mitad de 1942, "las operaciones antipartisanas alemanas eran prácticamente indistinguibles del asesinato en masa de judíos". Otros historiadores han hecho observaciones similares. Omer Bartov argumentó que bajo los auspicios de destruir a sus "supuestos enemigos políticos y biológicos", a menudo descritos como "bandidos" o "partisanos", los nazis no hicieron ningún esfuerzo "para distinguir entre guerrilleros reales, sospechosos políticos y judíos".
Según el historiador Erich Haberer, las políticas asesinas de los nazis hacia los judíos no proporcionaron a las víctimas muchas opciones; Impulsados a "unirse en pequeños grupos para sobrevivir en áreas boscosas de donde emergían periódicamente para buscar comida en los campos y aldeas cercanas, los alemanes crearon su propio problema partisano, que, por su propia naturaleza, se percibía como bandidaje". Típicamente, estos "actos heroicos e inútiles de resistencia" contra los ocupantes nazis fueron a menudo en vano considerando las "probabilidades insuperables" de éxito, aunque los judíos en el gueto de Varsovia lograron resistir durante más de cuatro meses, lo que el historiador Patrick Henry señala, fue un logro mayor "que el de algunos ejércitos nacionales". Tal actividad "funcionó poderosamente contra el estereotipo antisemita [...] que los judíos no pelearían". En consecuencia, hay estimaciones de que 30.000 judíos se unieron a grupos partisanos en Bielorrusia y el oeste de Ucrania solo, mientras que otros grupos partisanos judíos se unieron a combatientes de Bulgaria, Grecia y Yugoslavia, donde ayudaron a descarrilar trenes, destruir puentes y llevar a cabo actos de sabotaje que contribuyó a la muerte de miles de soldados alemanes.
Las crecientes operaciones de partisanos mejor equipados contra el Grupo de Ejércitos Centro durante 1943 se intensificaron en la medida en que la 221.ª División de Seguridad no solo eliminó a los "bandidos" sino que arrasó regiones enteras donde operaban. La escala de este esfuerzo debe tenerse en cuenta, ya que el historiador Michael Burleigh informa que las operaciones antipartisanas tuvieron un impacto significativo en las operaciones alemanas en el Este; es decir, dado que causaron "trastornos económicos generalizados, limitaron la mano de obra que podría haber sido desplegada en otros lugares, y al infundir miedo y provocar contramedidas extremas, abrieron una brecha entre ocupantes y ocupados".
Tras el Alzamiento de Varsovia de agosto de 1944, los nazis intensificaron sus operaciones antipartisanas en Polonia, durante las cuales las fuerzas alemanas emplearon su versión de tácticas antipartisanas disparando a más de 120.000 civiles en Varsovia. Ideológicamente hablando, dado que los partisanos representaban una amenaza existencial inmediata, en el sentido de que eran equiparados con judíos o personas bajo su influencia, el asesinato sistemático de cualquiera asociado con ellos era una expresión del antisemitismo racial del régimen y era visto por miembros de la Wehrmacht como una "necesidad de guerra".
En Europa occidental y meridional, la implementación de las operaciones contra los bandidos fue desigual, debido a un conjunto de reglas de enfrentamiento, disputas de mando y control en constante evolución a nivel local, y a la complejidad de la política regional con respecto a los objetivos del régimen en cada respectiva nación.
A lo largo de la guerra en Europa, y especialmente durante la guerra germano-soviética, estas doctrinas se fusionaron con los planes genocidas del régimen nazi para la remodelación racial de Europa del Este para asegurar el "espacio vital" (Lebensraum) para Alemania. En los primeros once meses de la guerra contra la Unión Soviética, las fuerzas alemanas liquidaron a más de 80.000 supuestos partisanos. Implementado por unidades de las SS, la Wehrmacht y la Ordnungspolizei, el Bandenbekämpfung aplicado por el régimen nazi y dirigido por las SS en toda la Europa ocupada condujo a crímenes de lesa humanidad y fue una parte fundamental del Holocausto.

## Directiva delFührern.º 46

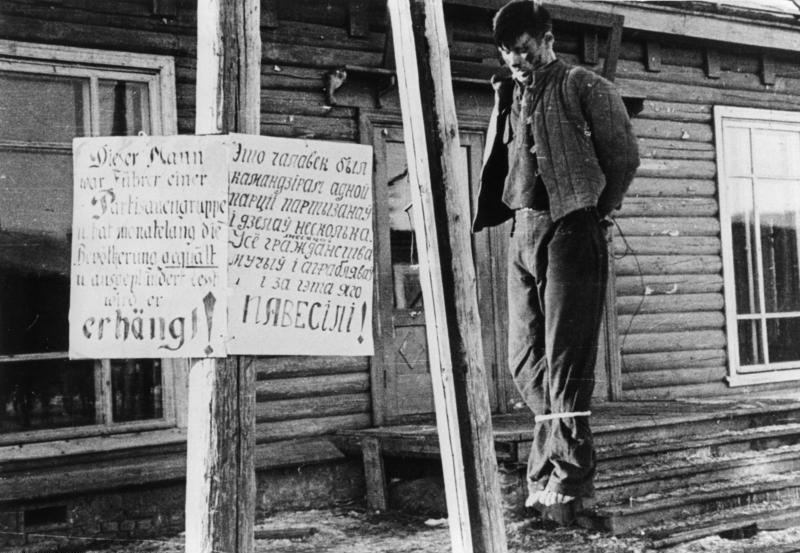
Un supuesto partisano ejecutado sumariamente por las fuerzas alemanas en Minsk, Bielorrusia en 1942. El cartel, en alemán y bielorruso, dice: "¡Este hombre era el líder de un grupo guerrillero, torturó a la población durante meses y saqueó, por lo que ha sido ahorcado!"

En julio de 1942, Himmler fue designado para liderar las iniciativas de seguridad en las zonas de retaguardia. Una de sus primeras acciones en este rol fue la prohibición del uso de "partisano" para describir a los contrainsurgentes. Bandidos (Banden) fue el término elegido para ser utilizado por las fuerzas alemanas. Hitler insistió en que Himmler era "el único responsable" de combatir a los bandidos, excepto en los distritos bajo administración militar; tales distritos estaban bajo la autoridad de la Wehrmacht. Los cambios organizativos, que pusieron a cargo a experimentados asesinos de las SS y el lenguaje que criminalizaba la resistencia, ya fuera real o imaginaria, presagiaban la transformación de la guerra de seguridad en masacres.
La radicalización de la guerra "antibandidos" vio un impulso adicional en la Directiva del Führer n.º 46 del 18 de agosto de 1942, donde el objetivo de la guerra de seguridad se definió como "exterminio completo". La directiva instaba a las fuerzas de seguridad a actuar con "absoluta brutalidad", al tiempo que proporcionaba inmunidad frente al enjuiciamiento por cualquier acto cometido durante las operaciones de "lucha contra bandidos".
La directiva designó a las SS como la organización responsable de la guerra de retaguardia en áreas bajo administración civil. En las áreas bajo jurisdicción militar (las áreas de retaguardia del Grupo de Ejércitos), el Alto Mando del Ejército tenía la responsabilidad general. La directiva declaró a toda la población de territorios "bandidos" (es decir, controlados por partisanos) como combatientes enemigos. En la práctica, esto significaba que el objetivo de la guerra de seguridad no era la pacificación, sino la destrucción y despoblación total de territorios "bandidos" y "amenazados por bandidos", convirtiéndolos en "zonas muertas" (Tote Zonen).